# Музыкальная академия (Загреб)
Музыкальная академия в Загребе (хорв. Muzička akademija, сокращенно — MUZA) — высшее учебное заведение музыкального профиля в Загребе, Хорватия. Один из трёх художественных вузов, аффилированных с Загребским университетом.
Основана в 1829 году, во времена Австро-Венгерской империи, как школа Загребского музыкального общества (нем. Tonschule des Agramer Musikvereines). В 1916 году получила статус консерватории. После вхождения Хорватии в Королевство сербов, хорватов и словенцев в 1921 году получила название Королевской консерватории, а в 1922 — Королевской музыкальной академии. Консерватория включала низшее, среднее и высшее звено образования и, таким образом, продолжительность обучения зависела от цели ученика.
В 1951 году музыкальная академия была реогранизована в два учебных заведения — высшее, которое получило современное название, и среднее, который было названо Музыкальной школой имени Ватрослава Лисинского.
В 1979 году вошла в состав университета.

## Структура
Загребская музыкальная академия имеет 8 отделений:
- Композиции и теории музыки.
- Музыковедения
- Дирижирования, арфы и ударных инструментов
- Вокальное
- Фортепиано, клавесина и органа
- Струнных и гитары
- Духовых инструментов
- Культурологическое